# Треско
Треско (англ. Tresco Island, корн. Ynys Skaw) — второй по площади и населению остров архипелага Силли, один из пяти его обитаемых островов.
На острове площадью 2,97 км² проживает 180 человек (2001). На Треско — два поселения: Нью-Гримсби и Олд-Гримсби.
С древности Треско, как и остальные острова Силли был прибежищем отшельников. Генрих I передал острова Тавистокскому аббатству, и на Треско был основан монастырь Святого Николая, упразднённый во времена Реформации. Сегодня от него остались руины, а его месте в XIX веке были созданы сады Треско, где выращиваются множество культур. Мягкий климат позволяет выращивать многие субтропические культуры, несмотря на сравнительно умеренное лето.
Само название Треско (Trescaw) впервые было употреблено в 1814 году. До этого остров упоминался как Сент-Никлас по имени монастыря.
Из достопримечательностей Треско, кроме остатков монастыря и садов, следует отметить руины замков Карла и Кромвеля и старый блокгауз.
С 2001 года в один день с Лондонским марафоном на Треско проходит другой марафонский забег, участники которого должны преодолеть около 7,5 кругов вокруг острова.
Основная отрасль экономики острова — туризм.

## Галерея

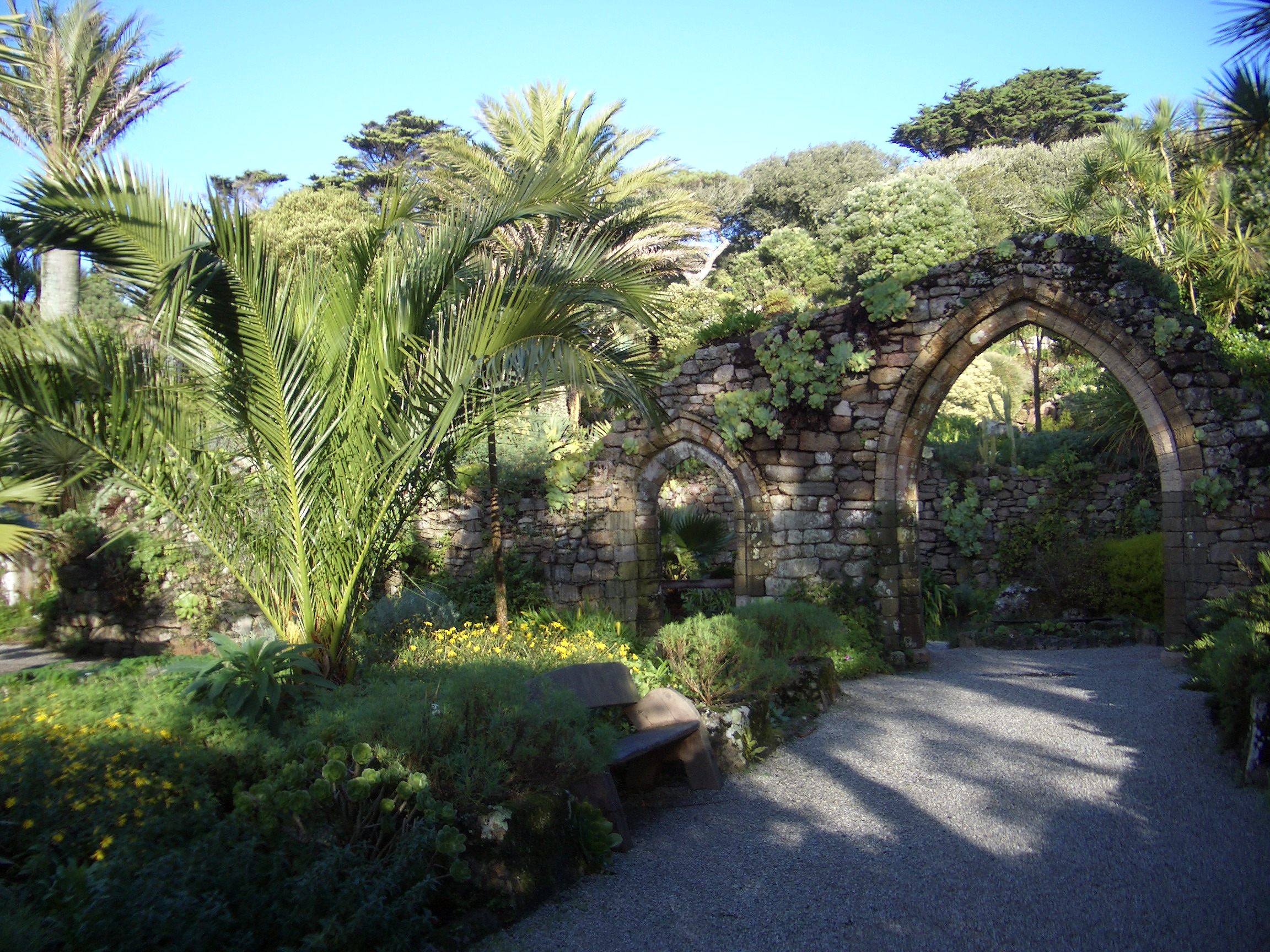
Растения среди стен монастыря
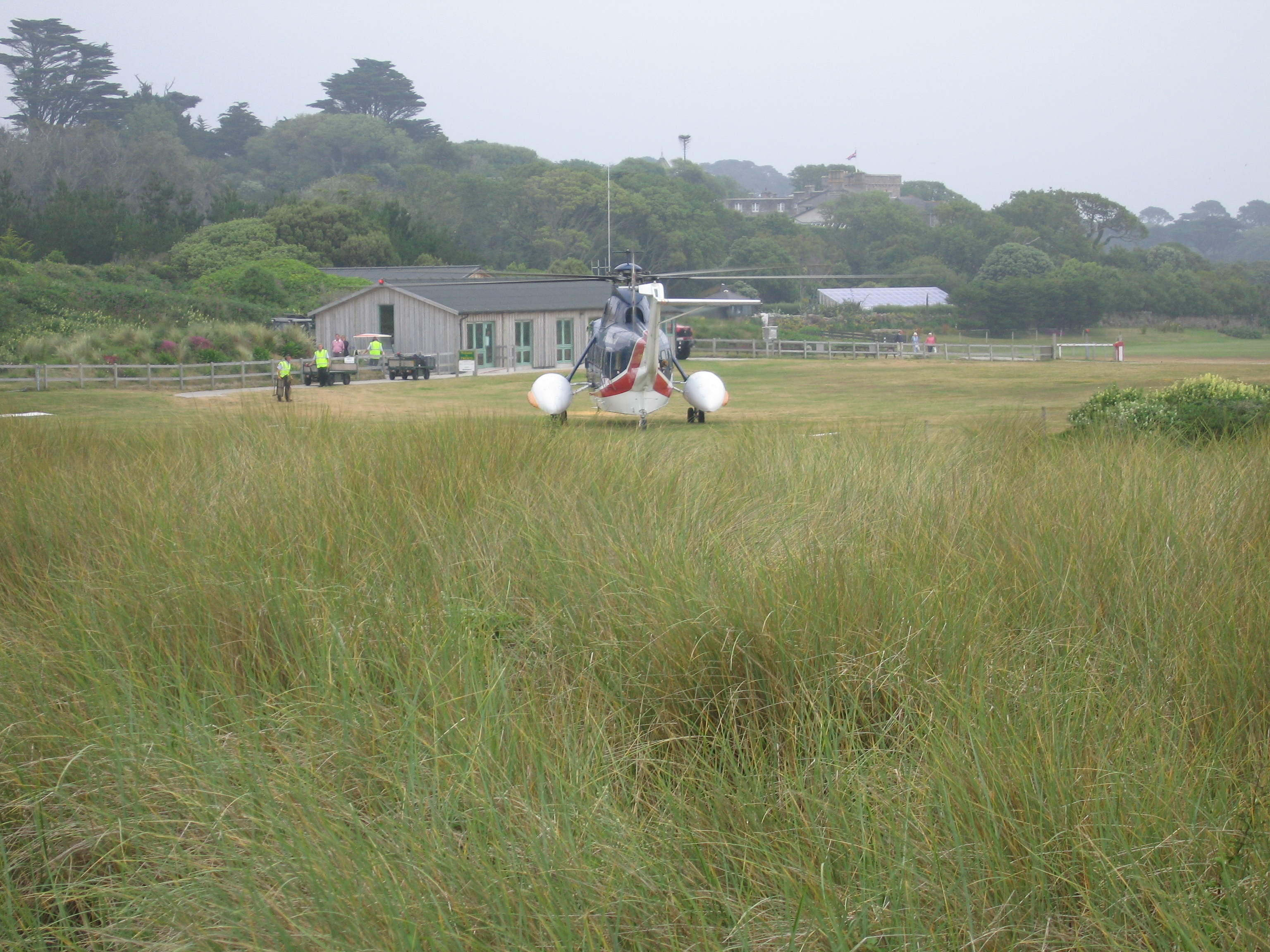
Вертолётная площадка на Треско
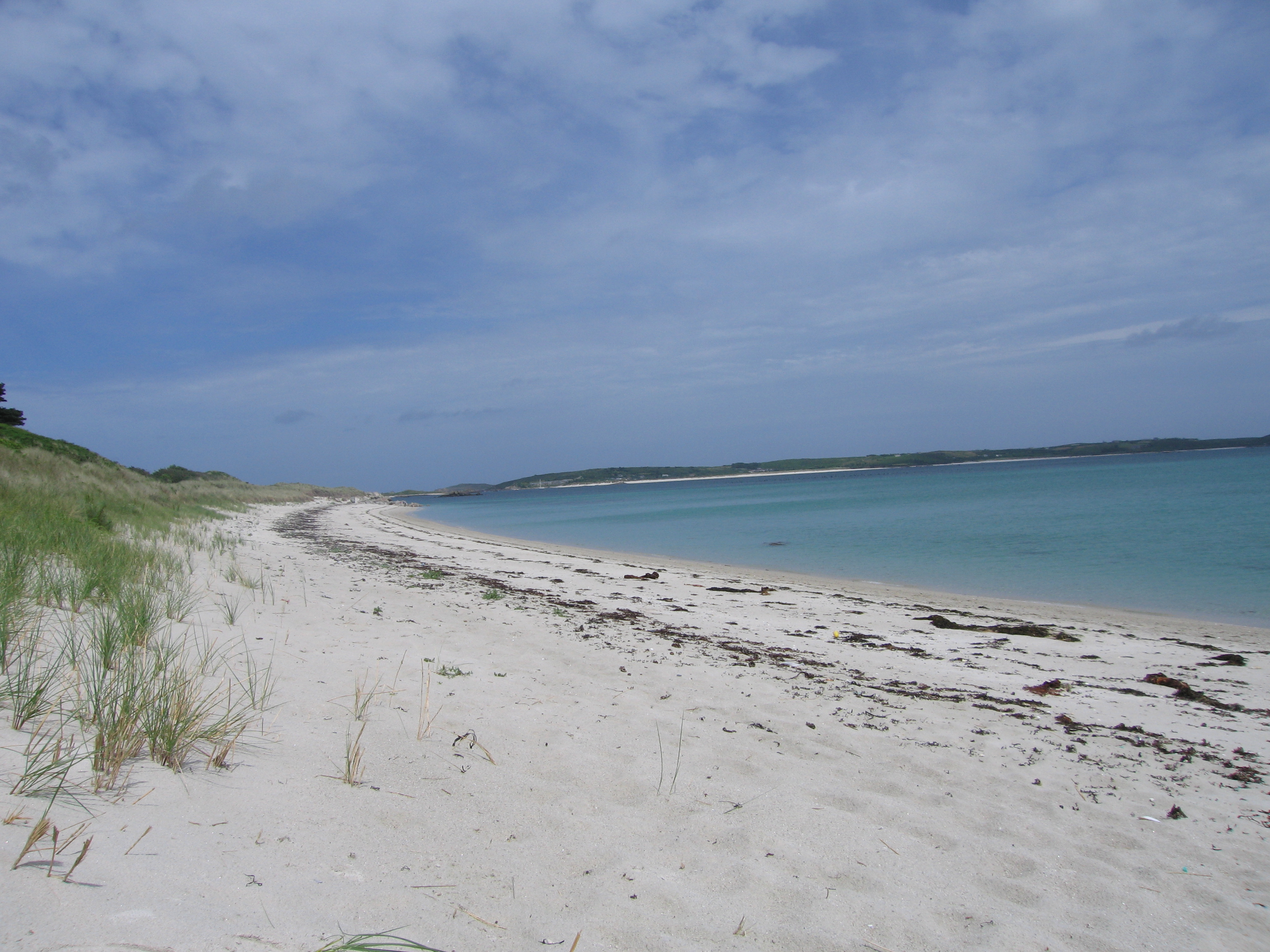
Один из песчаных пляжей острова
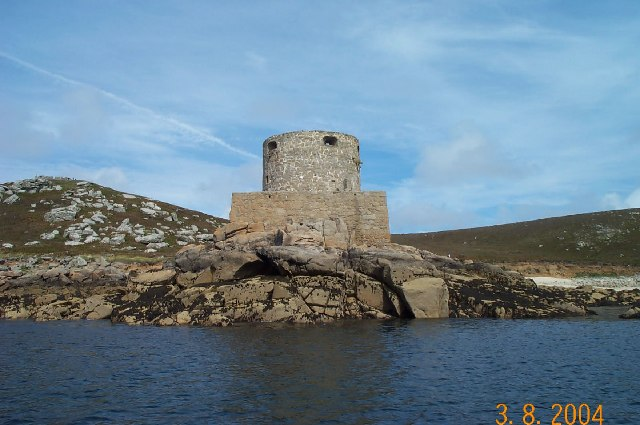
Руины замка Кромвеля